# Stoycho Stoilov
Stoych Stoilov est un footballeur bulgare né le 15 octobre 1971 à Blagoevgrad.

## Carrière
- 1989-1990 : Pirin Blagoevgrad
- 1990-1992 : FK CSKA Sofia
- 1992-1994 : Pirin Blagoevgrad
- 1994-1995 : FK CSKA Sofia
- 1995-1996 : Dobrudzha Dobrich
- 1996-1999 : PFK Litex Lovetch
- 1999-2002 : FC Nuremberg
- 2002-2003 : PFK Litex Lovetch

## Sélections
- 10 sélections et 1 but avec l'équipe de Bulgarie de 1998 à 2001.